# Ranavalona III.

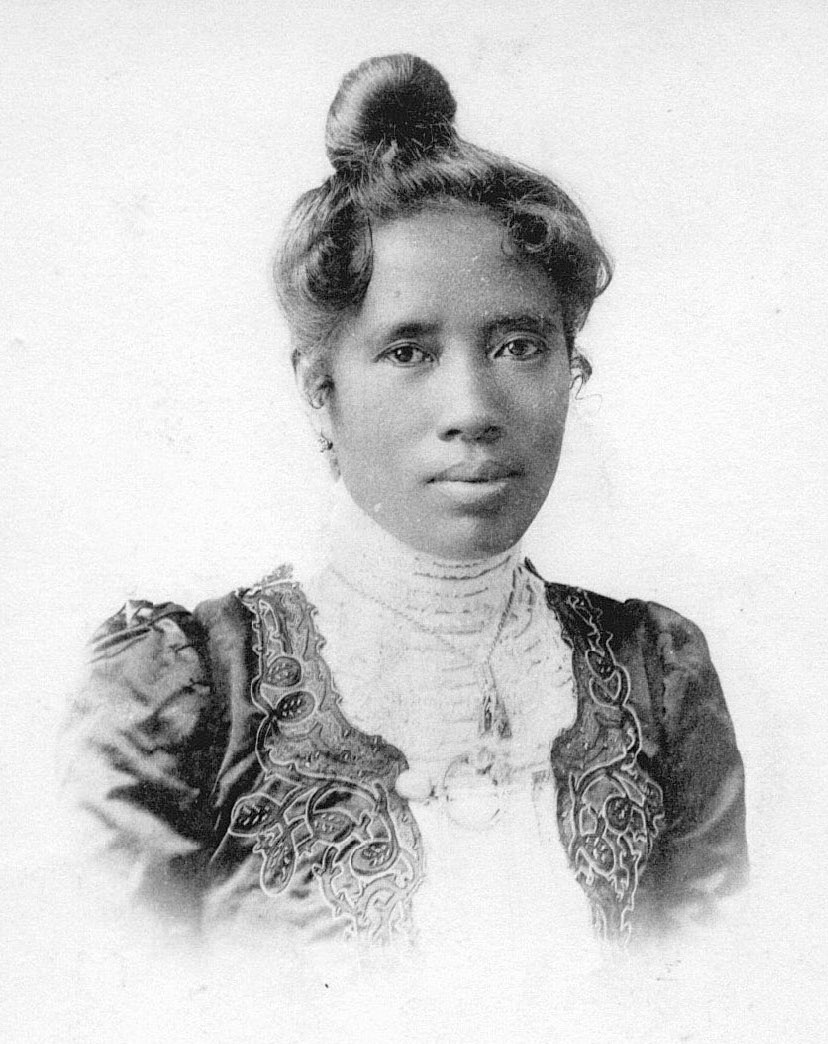
Königin Ranavalona III. von Madagaskar (1861–1917)

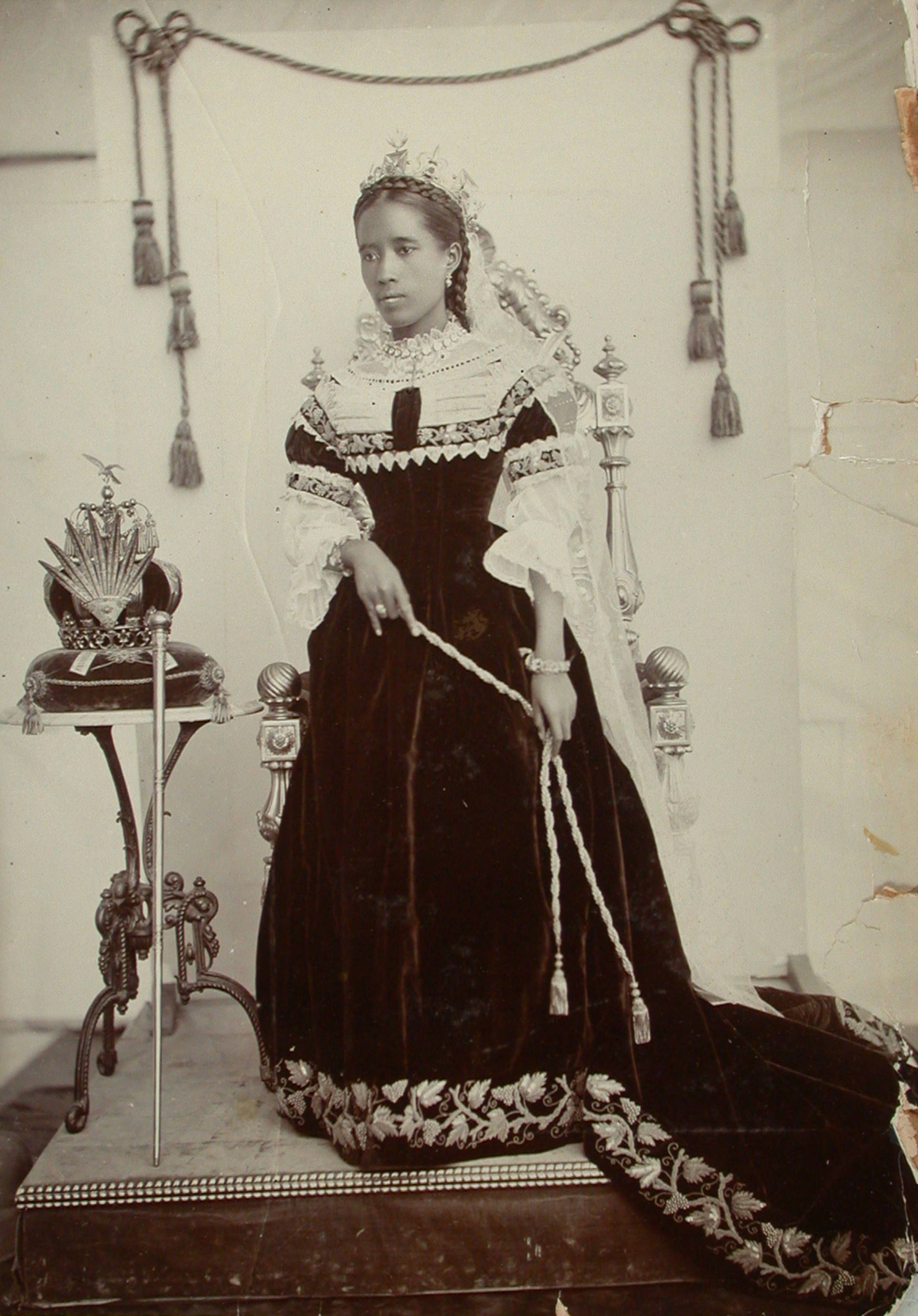
Die Königin stehend neben Krone und Zepter

Ranavalona III. (* 22. November 1861 in Amparibe; † 23. Mai 1917 in Algier, Algerien) war die letzte Herrscherin des Königreichs Madagaskar und regierte von 1883 bis 1897.

## Leben
Der bürgerliche Name von Ranavalona III. war Najasindahety. Sie war eine Enkelin der Lieblingsschwester des im Jahre 1810 verstorbenen Königs Andrianampoinimerina. Um 1879 heiratete sie einen Neffen der damaligen Königin Ranavalona II. Ihr Ehemann starb am 7. Mai 1883.
Kurz vor ihrem Tod legte Ranavalona II. fest, dass Najasindahety ihre Nachfolge antreten sollte:

„Als die dahingeschiedene Königin auf dem Sterbebette lag, wurde eines Morgens, als der Tag zu grauen anfing, eine junge Frauensperson von etwa 20 Jahren aus dem Schlafe geweckt und zur Königin beschieden. Im Palast angelangt, trat sie vor die Sterbende, und diese legte ihr die Hände auf, ernannte sie zu ihrer Nachfolgerin und ermahnte sie, immer auf Gott zu vertrauen.“

Bereits unmittelbar nach dem Tod ihrer Vorgängerin wurde sie als Ranavalona III. „vom ganzen Volk als Königin anerkannt“.
Am 22. November 1883 wurde sie als Nachfolgerin Ranavalonas II. zur Königin gekrönt. Während ihrer Regierung kam es zum ersten Krieg mit Frankreich, der mit einer deutlichen Schwächung ihrer Position endete. Am 17. Dezember 1885 musste sie einen Vertrag unterschreiben, der Frankreich Mitspracherechte einräumte.
1896 griff Frankreich das Inselreich erneut an, und Madagaskar wurde zum französischen Protektorat. Formell war Ranavalona III. weiterhin die Herrscherin. Das änderte sich ein Jahr später: Der französische General Joseph Gallieni setzte die Königin am 28. Februar 1897 ab und verbannte sie ins Exil nach Algerien.
Am 23. Mai 1917 starb Ranavalona III. im Alter von 55 Jahren in Algier an einer Embolie.

## Begräbnisstätten
1938 wurden die sterblichen Überreste Ranavalonas III. nach Madagaskar überführt und in den königlichen Gräbern des Rova von Antananarivo beigesetzt. In der Nacht des 6. November 1995 zerstörte bzw. beschädigte ein vorsätzlich gelegter Brand mehrere Gebäude des Rova. Ein weiblicher Leichnam wurde im Stadtzentrum gefunden. Am nächsten Tag fand ein Trauergottesdienst für die Tote statt, die später als Ranavalona III. identifiziert wurde. Sie fand ihre letzte Ruhestätte auf dem Königshügel Ambohimanga, der traditionellen Grabstätte der madagassischen Könige, die seit 2001 zum UNESCO-Weltkulturerbe zählt.